# Перелік наукових фахових видань з філософських наук
Перелік наукових фахових видань з філософських наук

## Збірники наукових праць
- Δόξα / Докса. Збірник наукових праць з філософії та філології. (Одеський національний університет ім. І. І. Мечникова МОН України), 30.06.04.
- Philosophia Prima: метафізичні питання (Інститут філософії ім. Г. С. Сковороди НАН України), 09.02.00.
- Post office. (Харківський національний університет ім. В. Н. Каразіна), 09.06.99.
- Sententiae: наукові праці Спілки дослідників модерної філософії (Паскалівського товариства)(Вінницький державний технічний університет, Український філософський фонд), 11.04.01.
- Totallogy. Постнекласичні дослідження (Центр гуманітарної освіти НАН України), 09.02.00.
- Актуальні проблеми духовності(Криворізький державний педагогічний університет МОН України), 12.06.02.
- Актуальні проблеми історії, теорії та практики художньої культури (Державна академія керівних кадрів культури і мистецтв), 09.06.99.
- Актуальні філософські та культурологічні проблеми сучасності. (Київський державний лінгвістичний університет), 09.06.99.
- Вестник Национального технического университета «Харьковский политехнический институт». Серия: Философия, 15.01.03.
- Вестник СевГТУ. Серия: Философия (Севастопольський державний технічний університет Міносвіти України), 09.02.00.
- Вестник Харьковского государственного политехнического университета Минобразования и науки Украины. Серия: Философия, 11.05.00.
- Військово-науковий вісник (Військовий інститут при Державному університеті «Львівська політехніка»), 09.02.00.
- Вісник Дніпропетровського державного університету. Серія «Філософія, соціологія, політологія», 09.06.99.
- Вісник Дніпропетровського університету. Серія «Історія і філософія науки і техніки», 09.06.99.
- Вісник Київського державного лінгвістичного університету. Серія: Історія. Економіка. Філософія, 09.02.00.
- Вісник Київського національного університету імені Тараса Шевченка. Серія: Українознавство, 15.01.03.
- Вісник Київського національного університету імені Тараса Шевченка. Серія «Філософія. Політологія», 09.06.99.
- Вісник КНУКіМ. Серія: філософія (Київський національний університет культури і мистецтв Міністерства культури і мистецтв), 11.10.00.
- Вісник Львівського державного університету. Серія «Філософські науки», 09.06.99.
- Вісник Національного авіаційного університету . Серія: Філософія. Культурологія, 19.01.06.
- Вісник Національного технічного університету України «КПІ». Серія: Філософія. Психологія. Педагогіка, 14.11.01.
- Вісник національного університету «Львівська політехніка». Серія: філософські науки, 15.12.04.
- Вісник Прикарпатського університету. Серія: Філософські і психологічні науки, 12.06.02.
- Вісник Харківського державного університету. Серія «Теорія культури та філософія науки», 09.06.99.
- Вісник Харківського державного університету. Серія «Філософія. Філософські перипетії», 09.06.99.
- Вісник Черкаського університету. Серія: філософія, 12.06.02.
- Гілея (науковий вісник) (затверджено у переліку 14 вересня 2006 р.)
- Гуманітарний вісник Запорізької державної інженерної академії Міносвіти і науки України, 11.04.01.
- Гуманітарний вісник Переяслав-Хмельницького педагогічного інституту імені Г. С. Сковороди, 15.01.03.
- Гуманітарний часопис (Національний аерокосмічний університет ім. М. Є. Жуковського «ХАІ» МОН України), 08.06.05.
- Інтелект. Особистість. Цивілізація (Донецький державний університет економіки і торгівлі ім. М. Туган-Барановського МОН України), 15.01.03.
- Культура народів Причорномор'я (затверджено у переліку 9 червня 1999 р.)
- Культура України. Серія: Мистецтвознаство. Філософія (Харківська державна академія культури Міністерства культури і мистецтв України).
- Людинознавчі студії. Збірник наукових праць ДДПУ (Дрогобицький державний педагогічний університет імені Івана Франка), 11.10.00.
- Мультиверсум. Філософський альманах. (Інститут філософії ім. Г. С. Сковороди НАН України), 09.06.99.
- Науковий вісник Харківського державного педагогічного університету імені Г. С. Сковороди. Серія «Філософія», 09.06.99.
- Науковий вісник Чернівецького університету. Серія «Філософія», 09.06.99.
- Науковий часопис Національного педагогічного університету імені М. П. Драгоманова. Серія 7. Релігієзнавство. Культурологія. Філософія, 30.06.04.
- Наукові записки НаУКМА. Серія: Теорія та історія культури, 15.01.03.
- Наукові записки Тернопільського національного педагогічного університету імені Володимира Гнатюка. Тематичні серії: «Педагогіка, Біологія, Хімія, Економіка, Географія, Філософія, Історія, Мовознавство, Мистецтвознавство, Літературознавство, Studia methodologica, Україна-Європа-Світ», 26.11.09.
- Наукові записки Харківського військового університету. Серія «Соціальна філософія, педагогіка, психологія», 09.06.99.
- Наукові записки Харківського університету Повітряних Сил. Соціальні філософія, психологія, 08.06.05.
- Наукові записки. (Національний університет «Києво-Могилянська академія»), 09.06.99.
- Наукові записки. Релігієзнавство. Культурологія. Філософія (Національний педагогічний університет імені М.Драгоманова Міносвіти), 09.02.00.
- Наукові записки. Серія: філософія. (Національний університет «Острозька академія»), 15.12.04.
- Нова парадигма. (Запорізький державний університет), 09.06.99.
- Політологічний вісник (Політологічний центр при Київському національному університеті імені Тараса Шевченка), 13.12.00.
- Проблеми гуманітарних наук. Наукові записки ДДПУ. (Дрогобицький державний педагогічний університет імені Івана Франка Міносвіти України), 10.11.99.
- Релігійна свобода: природа, правові і державні гарантії (Інститут філософії ім. Г.Сковороди НАН України, Українська асоціація релігієзнавців, Державний комітет України у справах релігій), 11.05.00.
- Стратегічні пріоритети (Національний інститут стратегічних досліджень), 11.10.07.
- Сучасна українська політика (Інститут політичних і етнонаціональних досліджень ім. І. Ф. Кураса НАН України, Український центр політичного менеджменту), 22.12.10.
- Українське релігієзнавство. (Бюлетень Української асоціації релігієзнавців і Відділення релігієзнавства Інституту філософії ім. Г. С. Сковороди НАН України), 09.06.99.
- Філософія і соціологія в контексті сучасної культури (Дніпропетровський державний університет Міносвіти України), 09.02.00.
- Філософія. Антропологія. Екологія (Інститут філософії НАН України), 12.06.02.
- Філософія. Культура. Життя (Дніпропетровська державна фінансова академія Міністерства фінансів України, Національна металургійна академія України), 09.06.99, 08.06.05.
- Філософія. Культура. Життя (Дніпропетровський державний фінансово-економічний інститут, Національна металургійна академія України), 30.06.04, 08.06.05.
- Філософські дослідження (Східноукраїнський національний університет МОН України), 12.06.02.
- Філософські науки (Сумський державний педагогічний університет ім. А. С. Макаренка Міносвіти та науки України), 11.05.00.
- Філософські проблеми гуманітарних наук (Київський національний університет імені Тараса Шевченка), 15.12.04.
- Філософсько-антропологічні студії (Інститут філософії НАН України), 12.06.02.

## Журнали
- Вища освіта України (МОН України, АПН України, Інститут вищої освіти АПН України), 15.01.03.
- Вища школа (Міністерство освіти і науки України). 13.02.08.
- Вісник Державної академії керівних кадрів культури і мистецтв, 11.05.00.
- Вісник Донецького державного університету економіки і торгівлі. Серія: гуманітарні науки, 09.02.00.
- Вісник Донецького університету. Серія Б. Гуманітарні науки, 14.11.01.
- Вісник Житомирського педагогічного інституту, 30.06.04.
- Вісник Київського державного торговельно-економічного університету, 11.05.00.
- Грані (Дніпропетровський державний університет, Центр соціально-політичних досліджень, 09.02.00.
- Культура і сучасність (Державна академія керівних кадрів культури і мистецтв), 10.12.03.
- Культурологічний вісник (Запорізький державний університет, Запорізький обласний інститут вдосконалення вчителів, Запорізька облдержадміністрація), 09.02.00.
- Людина і політика (м. Київ), 10.11.99.
- Мандрівець (НУ «Києво-Могилянська академія»), 30.06.04.
- Наука та наукознавство (Центр досліджень науково-технічного потенціалу та історії науки ім. Г. М. Доброва НАН України), 11.10.00.
- Наука. Релігія. Суспільство (Донецький державний інститут штучного інтелекту НАН України, Донецька облдержадміністрація), 11.04.01.
- Наукове пізнання. Методологія та технологія (Південноукраїнський державний педагогічний університет ім. К. Д. Ушинського), 09.02.00.
- Науковий вісник ВДУ. Серія: філософські науки (Волинський державний університет ім. Лесі Українки), 09.02.00.
- Нова парадигма (Національний педагогічний університет імені М. П. Драгоманова МОН України), 15.12.04.
- Ноосфера і цивілізація (Донецький національний технічний університет МОН України), 15.12.04.
- Персонал (м. Київ), 11.05.00.
- Перспективи (м. Одеса), 11.05.00.
- Практична філософія (Інститут філософії НАН України, Центр практичної філософії), 11.04.01.
- Проблеми філософії права (Інститут держави і права ім. В. М. Корецького НАН України, Інститут філософії імені Г. С. Сковороди НАН України, Чернівецький національний університет імені Юрія Федьковича МОН України), 30.06.04.
- Сіверянський літопис. (Чернігівський державний педагогічний університет ім. Т.Г. Шевченка), 09.06.99.
- Соціальна психологія, (Український центр політичного менеджменту, Національний педагогічний університет імені Михайла Драгоманова), 10.07.10
- Схід (журнал) (Український культурологічний центр, Інститут економіки промисловості НАН України, Інститут філософії імені Григорія Сковороди НАН України, Запорізький національний університет МОН України), Наказ Міністерства освіти і науки України № 528 від 12.05.2015 р., додаток 10
- Теорія і практика управління соціальними системами (Національний технічний університет «ХПІ», Українська інженерно-педагогічна академія, Харківський державний педагогічний університет ім. Г. С. Сковороди), 12.06.02.
- Українська полоністика (Житомирський державний університет імені Івана Франка), 14.06.2007.
- Учёные записки Таврического национального университета им. В. И. Вернадского. Серия: География. История. Педагогика. Филология. Философия. Экономика, 11.05.00.
- Філософська думка (затверджено у переліку 9 червня 1999 р.)
- Філософські обрії (Інститут філософії НАН України, Полтавський державний педагогічний інститут ім. В. Г. Короленка), 09.02.00.
- Філософія освіти (Національний педагогічний університет імені М.Драгоманова МОН України, Інститут вищої освіти АПН України, Українська академія політичних наук), 09.03.06.
- «Філософія освіти. Philosophy of Education» (ISSN 2309-1606 (print),  ISSN 2616-7662 (online) )

| Книжка | Це незавершена стаття з видавничої справи. Ви можете допомогти проєкту, виправивши або дописавши її. |

| Аристотель | Це незавершена стаття з філософії. Ви можете допомогти проєкту, виправивши або дописавши її. |